# Benzoate de potassium
Le benzoate de potassium, de formule chimique (C6H5COOK) est le sel de potassium de l'acide benzoïque, présenté sous forme de poudre cristalline blanche. L'acide benzoïque est un produit naturel présent dans certains fruits comme les canneberges ou airelles. Le benzoate de potassium est utilisé, entre autres, comme conservateur alimentaire et est référencé en Europe sous le code E212.

## Réglementation
En Europe, la concentration maximale autorisée dans les produits cosmétiques est de 0,5 %.